# Cele șapte specii

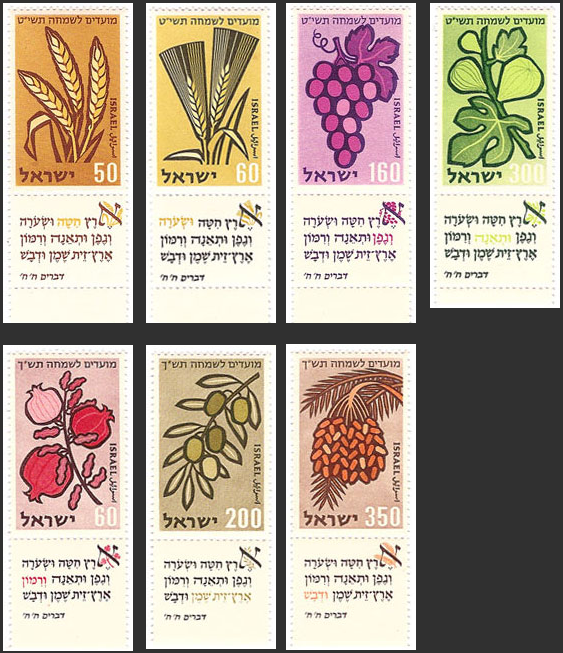
Cele șapte specii cu versetul biblic asociat reprezentate pe o serie de timbre israeliene emise în 1958

Cele șapte specii (în ebraică שִׁבְעַת הַמִינִים, Shiv'at HaMinim) sunt șapte produse agricole — două cereale și cinci fructe — care sunt enumerate în Biblia ebraică ca fiind produse speciale ale Țării lui Israel.
Cele șapte specii enumerate sunt grâul, orzul, strugurii, smochinii, rodiile, măslinele (uleiul) și curmalele (mierea de curmale) (Deuteronomy 8:8).  Primele roade ale acestora erau singurele daruri acceptabile în Templul din Ierusalim.

## Istorie
Cele șapte specii au avut un rol important în hrana israeliților din Țara lui Israel și în tradițiile religioase iudaice.
Multe referiri la aceste alimente de bază apar în Biblie. Mișna afirmă că numai primele fructe ale celor șapte specii pot fi aduse în Templul din Ierusalim ca ofrande. Câmpurile de grâu, viile și plantațiile de măslini sunt încă o caracteristică importantă în peisaj israelian de astăzi. Smochinele, măslinele, rodiile și curmalele sunt ingrediente comune ale bucătăriei israeliene.

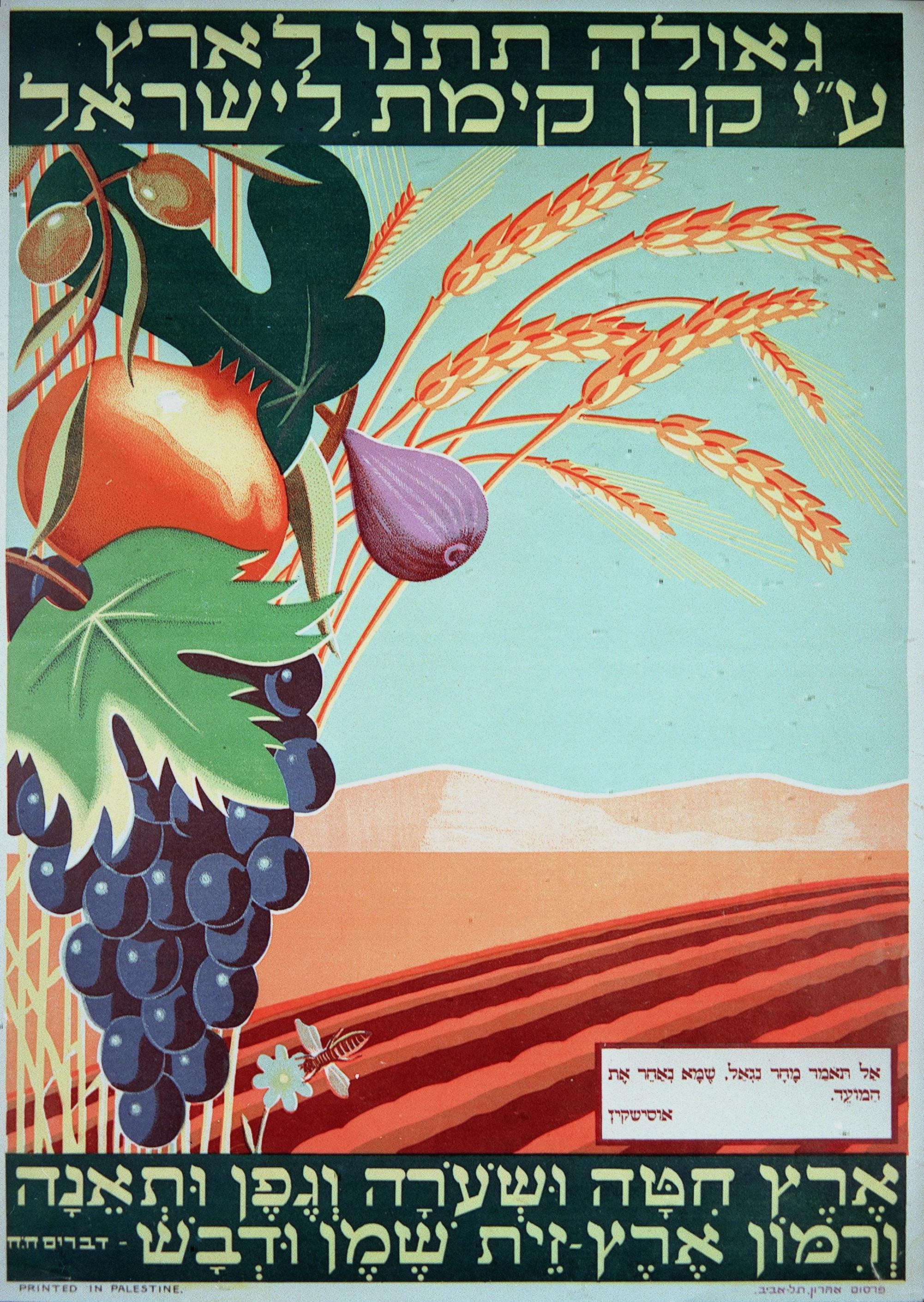

### Grâu
Vechii israeliți cultivau atât grâu, cât și orz. Aceste două cereale sunt menționate mai întâi în lista biblică a celor șapte specii ale pământului Israelului, iar importanța lor ca hrană în bucătăria israelită antică este văzută și în sărbătorirea recoltei de orz la sărbătoarea Paștelui și a secerișului grâului la festivalulȘavuot.

### Orz
O cereală rezistentă, fructul este un spic cu mustăți lungi. Este cultivată pe scară largă, în principal pentru utilizare în fabricarea berii și în hrănirea animalelor.

### Struguri
Strugurii au fost folosiți mai ales pentru producerea vinului, dar erau consumați și proaspeți și uscați.

### Smochini
Smochinii au fost cultivați în toată Țara lui Israel, iar smochinele proaspete sau uscate făceau parte din dieta zilnică. O modalitate obișnuită de a pregăti smochinele uscate era de a le presa și păstra ca pe o prăjitură. Smochinele sunt menționate frecvent în Biblie (de exemplu, 1 Samuel:25:18, 1 Samuel:30:12 și 1 Chronicles:12:41 ).

### Rodii
Rodiile erau de obicei consumate proaspete, deși ocazional au fost folosite pentru a face suc sau vin, sau uscate la soare pentru a fi folosite în afara sezonului. Probabil au jucat un rol minor în bucătăria israelită antică, dar au fost importante din punct de vedere simbolic, ca podoabe pe tivul hainei marelui preot și pe stâlpii Templului și apar și pe monede. 

### Măsline
Măslinul a fost un element major în lista cu cele șapte specii. Uleiul de măsline era folosit nu numai pentru hrană și pentru gătit, ci și pentru iluminat, jertfe, unguent și ungere pentru slujba preoțească sau regală.

### Curmale
Curmalele au fost consumate proaspete sau uscate, dar au fost folosite mai ales fierte în sirop gros, de lungă durată, numit „miere de curmale” (dvaș temarim) pentru a fi folosit ca îndulcitor. Mierea din referința biblică despre „un pământ unde curge lapte și miere” (de exemplu,Exodus 3:8) se referă la mierea de curmale.
În timp ce în legea evreiască curmalele sunt în categoria celor șapte specii, mierea de albine poate fi tipul de miere la care se face referire în Tora. Când a fost scris Talmudul, albinele au dispărut din Israel, iar curmalele au fost folosite în locul mierii, săpăturile de la Tel Rehov⁠(d) arată că apicultura a fost practicată în Israel la începutul epocii fierului, acum 3.000 de ani, în timpul regelui David.
Mai multe relatări din Tora indică, de asemenea, că mierea de albine a existat în Israelul antic; de exemplu în Cartea Judecătorilor, Samson ia miere dintr-un stup de albine pe care o găsește în cadavrul unui leu(Judges 14:8-9, vezi și ghicitoarea lui Samson).

## Ca referință pentru măsurători
Dimensiunile diferitelor măsurători sunt legate de cantitățile și dimensiunile specifice ale obiectelor halahice. De exemplu, lățimea minimă a curelelor Tefillin este cunoscută prin Legea dată lui Moise la Sinai ca fiind de mărimea unui bob de orz. La fel, alte fructe sunt folosite pentru măsurători. Cercetători ai Talmudului folosesc versetul cu Șapte specii ca indiciu pentru toate măsurile care folosesc mărimile fructelor.

## Semnificație modernă
Cele șapte specii sunt consumate în mod tradițional de Tu Bishvat, „Anul Nou al copacilor” evreiesc; de Sucot, „Sărbătoarea Corturilor”; și de Șavuot, „Sărbătoarea săptămânilor”. În halaha (legea evreiască), acestea sunt considerate mai importante decât alte fructe și o berahah (binecuvântare) specială este recitată după ce sunt mâncate. În plus, binecuvântarea înainte de a le mânca o precede pe cea a altor alimente, cu excepția pâinii. Cele șapte specii sunt toate ingrediente importante în bucătăria israeliană contemporană.
Versetul Deuteronom 8:8 este înscris în mod proeminent (în traducerea latină a Vulgatei: Terram Frumenti Hordei, ac Vinarum, in qua Ficus et Maloganata et Oliveta Nascuntur, Terram Olei ac Mellis ) pe cupola Turnului California din Balboa Park din San Diego, California, referindu-se la importanța speciilor în agricultura din California.